# Mastira
Genre
Mastira est un genre d'araignées aranéomorphes de la famille des Thomisidae.

## Distribution
Les espèces de ce genre se rencontrent en Asie du Sud-Est, en Asie de l'Est, en Asie du Sud et en Océanie.

## Liste des espèces
Selon World Spider Catalog (version 18.0, 10/02/2017) :
- Mastira adusta (L. Koch, 1867)
- Mastira bipunctata Thorell, 1891
- Mastira bitaeniata (Thorell, 1878)
- Mastira cimicina (Thorell, 1881)
- Mastira flavens (Thorell, 1877)
- Mastira menoka (Tikader, 1963)
- Mastira nicobarensis (Tikader, 1980)
- Mastira nitida (Thorell, 1877)
- Mastira serrula Tang & Li, 2010
- Mastira tegularis Xu, Han & Li, 2008

## Publication originale
- Thorell, 1891 : Spindlar från Nikobarerna och andra delar af södra Asien. Kongliga Svenska Vetenskaps-Akademeins Handlingar, vol. 24, no 2, p. 1-149 (texte intégral).